# Phorocera velox
Phorocera velox là một loài ruồi trong họ Tachinidae.